# Sebastião Quintão
Sebastião de Barros Quintão ou simplesmente Sebastião Quintão  (São Domingos do Prata, 20 de janeiro de 1944) é um evangelista, fazendeiro, advogado, pedagogo e político brasileiro, ex-prefeito de Ipatinga, já tendo exercido mandato entre 2005 e 2009 e de 2017 a abril de 2018.

## Vida política
Foi eleito prefeito em 2004, derrotando o candidato do PT após 16 anos de domínio deste partido no município de Ipatinga.
Em sua tentativa de reeleição, em 2008, foi derrotado ficando apenas em segundo lugar. Porém, tomou posse no lugar de Chico Ferramenta, candidato mais votado com ampla vantagem, porque este teve sua diplomação suspensa por uma liminar do Tribunal Superior Eleitoral (TSE), às vésperas da posse, por irregularidades no registro da candidatura.
Empossado no início de 2009, Quintão, por sua vez, não chegou a governar por muito tempo. No dia 27 de fevereiro de 2009, teve o cargo de prefeito cassado pela juíza eleitoral Maria Aparecida de Oliveira Andrade Grossi, por abuso de poder econômico. Posteriormente, a chefia da prefeitura foi assumida interinamente pelo presidente da câmara Robson Gomes da Silva (PPS) e houve a realização de eleição extemporânea em 30 de maio de 2010, vencida pelo próprio Robson Gomes.
Em 2016, Sebastião Quintão foi eleito novamente prefeito de Ipatinga, derrotando Cecília Ferramenta do PT. Contudo, teve seu registro de candidatura indeferido pelo Tribunal Superior Eleitoral em 19 de dezembro de 2016 com base na Lei da Ficha Limpa. Chegou a tomar posse escorado em uma liminar deferida pelo Ministro Gilmar Mendes.
Em 6 de abril de 2018, Sebastião Quintão decidiu renunciar ao cargo de prefeito de Ipatinga sob a alegação de querer se candidatar a senador ou presidente nas eleições do mesmo ano. Com isso, o vice-prefeito Jésus Nascimento assumiu a chefia do Executivo municipal. No entanto, três semanas depois, a liminar que permitiu a posse de Quintão e seu vice em 2017 foi cassada pelo TSE, prevalecendo o entendimento de que estava em desacordo com a Lei da Ficha Limpa. Dessa forma, o presidente da câmara Nardyello Rocha, também do MDB, assumiu a prefeitura até a realização de eleição extemporânea, ocorrida em 3 de junho de 2018. O próprio Nardyello venceu esse pleito.
Nas eleições municipais de 2024, foi candidato a prefeito em Ipatinga. Ficou em quarto lugar na votação entre oito candidatos, com 12,16% dos votos válidos.